# Duck Dynasty: buzzurri e bizzarri
Duck Dynasty: buzzurri e bizzarri (Duck Dynasty) è un programma televisivo statunitense che va in onda negli USA dal 21 marzo 2012. In Italia è trasmesso da Sky Uno dal 2015 e da Discovery Channel dal 2013.

## Trama
Il programma riprende le avventure dei Robertson, una famiglia che gestisce la Duck Commander, una azienda che produce richiami per anatre da circa quarant'anni. Nonostante i guadagni dell'azienda li abbiano fatti diventare milionari, i Robertson conducono uno stile di vita semplice ed umile, passando il loro tempo libero cacciando e pescando nelle paludi della Louisiana.

## Cast
- Phil Robertson: è il capo della famiglia. Dopo essere stato un giocatore professionista di football per alcuni anni, ha fondato la Duck Commander nel 1972 e ne è stato a capo finché i suoi figli non sono diventati abbastanza grandi da gestire autonomamente l'azienda.
- Silas "zio Si" Robertson: è il fratello  minore di Phil, considerato "il pazzo" della famiglia" a causa delle sue strane abitudini. Dopo aver servito la patria in Vietnam è diventato Sergente di Prima Classe della Marina Militare. Ha abbandonato la carriera militare nei primi anni novanta per aiutare la famiglia alla Duck Commander, dove lavora ancora oggi.
- Willie Robertson: è il figlio mezzano di Phil e l'attuale direttore della Duck Commander. I suoi fratelli e i dipendenti dell'azienda lo definiscono "uno scansafatiche che sa solo dare ordini" a causa della sua pigrizia.
- Jason "Jase" Robertson: è il figlio maggiore di Phil. Lavora alla Duck Commander come assemblatore di richiami, anche se molto spesso evita il lavoro per andare a pesca o a caccia di rane.
- Jep Robertson: è il figlio minore di Phil. Lavora insieme a Jase alla Duck Commander come assemblatore di richiami e molto spesso partecipa alla scorribande del fratello maggiore.
- Korie Robertson: è la moglie di Willie, manager ufficiale della Duck Commander.
- Kay Robertson: è la moglie di Phil. Grande appassionata di cucina, passa le giornate insegnando le ricette tradizionali alle sue nipoti e organizzando grandi cene di famiglia.